# تشارلز كينغ (منافس ألعاب قوى)
تشارلز كينغ (بالإنجليزية: Charles King)‏ هو منافس ألعاب قوى أمريكي، ولد في 10 ديسمبر 1880 في مقاطعة تاتي في الولايات المتحدة، وتوفي في 19 فبراير 1958 في فورت وورث في الولايات المتحدة.

## وصلات خارجية
- تشارلز كينغ على موقع اللجنة الأولمبية الدولية (الإنجليزية)
- تشارلز كينغ على موقع أوليمبيديا (الإنجليزية)